# Blå ögon
Blå ögon —literalment en català, ulls blaus— és una sèrie de televisió sueca produïda per la cadena estatal Sveriges Television i Strix Drama, i distribuïda per la mateixa SVT per a televisió i per Nordisk Film/TV per a suports DVD i Blu-ray. Es va estrenar el 30 de novembre de 2014 al canal SVT1.
Es tracta d'un thriller polític que consta de deu episodis. La sèrie ha estat duta diverses vegades davant la Junta de Revisió amb l'argument que el partit xenòfob Partit per la Seguretat s'assembla massa al partit Demòcrates Suecs.

## Argument
En plena campanya electoral, Sara Farzin, cap de personal del ministre de Justícia desapareix de cop i volta sense deixar rastre. Elin Hammar accepta el seu càrrec com a substituta i comença una investigació pel seu compte al trobar-se amb fets estranys que intenten amagar-ne la desaparició. Mentrestant el panorama polític suec sembla estar canviant, el partit de la Coalició Nacional, en el govern, té dificultats per connectar amb l'electorat mentre que el xenòfob Partit per la Seguretat està agafant força empenta. En aquest escenari apareix un grup extremista anomenat Veritas responsable d'un seguit d'assassinats dels que creu que són ciutadans suecs indesitjables.

## Repartiment
Principal
- Louise Peterhoff com a Elin Hammar, cap de personal del Ministre de Justícia.
- Linus Wahlgren com a Max Åhman
- Sven Nordin com a Gunnar Elvestad, ministre de Justícia.
- Daniel Larsson com a Ludwig Biehlers, cap de gabinet del Primer Ministre.
- Cecilia Frode coma Rebecka Lundström
- Niklas Hjulström com a Primer Ministre de Suècia.
- Kjell Wilhelmsen com a Olle Nordlöf, membre del Partit per la Seguretat.
- Anna Bjelkerud com a Annika Nilsson, membre del Partit per la Seguretat.
- Karin Franz Körlof com a Sofia Nilsson, filla d'Annika Nilsson
- David Lindström com a Simon Nilsson, fill d'Annika Nilsson
- Adam Lundgren com a Mattias Cedergren
- Erik Johansson com a Gustav Åkerlund
- Christopher Wagelin com a Henrik Granström
- Christoffer Nordenrot com a Niklas
- Filip Berg com a Kristoffer Palm, líder de la lliga juvenil del Partit per la Seguretat.
- Malgorzata Pieczynska com a Janina Hansson
- Mårten Klingberg com a Peter Westman, líder del Partit per la Seguretat.
- Shvan Aladin com a Shahryar Rostami